# دارن اندرسون (بازیکن فوتبال)
دارن اندرسون (انگلیسی: Darren Anderson؛ زادهٔ ۶ سپتامبر ۱۹۶۶) بازیکن فوتبال اهل بریتانیا است.
از باشگاه‌هایی که در آن بازی کرده‌است می‌توان به باشگاه فوتبال سلو تاون، باشگاه فوتبال چارلتون اتلتیک، باشگاه فوتبال کرو آلکساندرا، و باشگاه فوتبال استاینز تاون اشاره کرد.